# Bari (Indien)

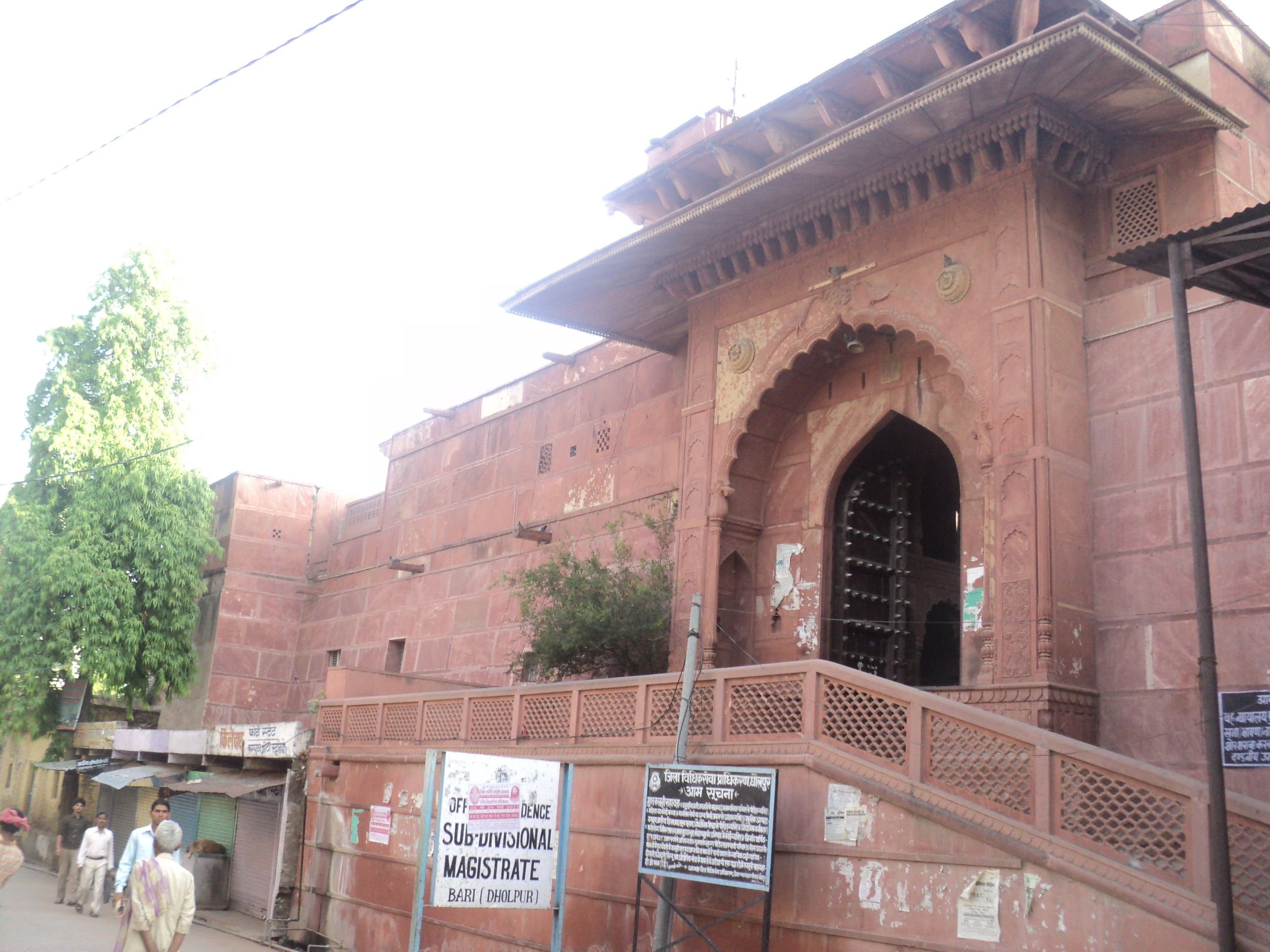
Bari – Moghul-Fort

Bari (Hindi बारी) ist eine etwa 70.000 Einwohner zählende Stadt im Distrikt Dholpur im Osten des indischen Bundesstaats Rajasthan. Der Ort und seine Umgebung sind bekannt für ihren roten Sandstein, mit dem bereits zur Mogulzeit viele Bauten in Agra errichtet und/oder verkleidet wurden; auch der im Jahr 2005 fertiggestellte Akshardham-Tempel in der indischen Hauptstadt Delhi wurde mit Steinplatten aus der Gegend verkleidet.

## Lage und Klima
Die Stadt Bari liegt gut 300 km südlich von Delhi bzw. ca. 80 km südwestlich von Agra in einer Höhe von ca. 210 m. Das Klima ist zumeist trocken und warm; Regen (ca. 760 mm/Jahr) fällt nahezu ausschließlich während der sommerlichen Monsunzeit.

## Bevölkerungsentwicklung
| Jahr      | 1991   | 2001   | 2011   |
| Einwohner | 37.537 | 50.474 | 62.721 |

Ca. 76 % der Einwohner sind Hindus; knapp 23,0 % sind Moslems. Der männliche Bevölkerungsanteil übersteigt den weiblichen um ca. 20 %. Man spricht zumeist Rajasthani und Hindi.

## Wirtschaft
Die Stadtbewohner leben direkt oder indirekt fast ausschließlich von der Landwirtschaft und von Steinmetzarbeiten. Im Ort selbst gibt es Kleinhändler, Handwerker und Tagelöhner.

## Geschichte
Auch wenn der Ort Bari bereits zur Mogulzeit existierte, wurde er erst zu Beginn des 20. Jahrhunderts von Maharaja Ram Singh als offizielle Verwaltungseinheit (pargana) des Fürstenstaats Dholpur gegründet.

## Sehenswürdigkeiten
- In der Stadt selbst gibt es ein ehemaliges Fort aus der Mogulzeit.
- Wichtigste Sehenswürdigkeiten in der Umgebung des Ortes sind der ca. 5 km südöstlich gelegene und teilweise künstlich angelegte Talab-e-Shahi-See mit dem angrenzenden Palastkomplex des Khanpur Mahal. Beide Plätze dienten bereits Babur, dem Gründer der Mogul-Dynastie und seinem Hofstaat, als beliebte Aufenthaltsorte bei ihren Jagdausflügen in der Gegend. Von Akbar und Jahangir wurden sie ausgebaut; die meisten Bauten stammen wohl aus dieser Zeit.